# Trichosteleum monostictum
Trichosteleum monostictum är en bladmossart som beskrevs av Brotherus 1899. Trichosteleum monostictum ingår i släktet Trichosteleum och familjen Sematophyllaceae. Inga underarter finns listade i Catalogue of Life.